# Torzsavirágzatúak
A torzsavirágzatúak (Spadiciflorae, Spathaflorae, Arales, Arecidae) az egyszikűek (Liliopsida, Monocotyledonae) rendszerében korábban általánosan elterjedt, elfogadott és használt, mára azonban elavulttá és filogenetikus taxonómiában korszerűtlenné vált kategória. Az ide helyezett csoportok száma is igen változó, szorosabb értelemben csak a pálmákat (Arecales, Palmae), a villáspálmákat (Cyclanthaceae) és a kontyvirágféléket (Arales) sorolták ide, tágabb értelemben a csavarpálmákat (Pandanaceae) és a gyékényféléket (Typhaceae). A torzsavirágzatúakat – mint egységes csoportot – az egyszikűek legfejlettebb és legspecializáltabb csoportjának tekintették. Az egyes rendszerekben igen eltérően ítélték meg az egyes csoportok (rendek, családok) rokonsági–leszármazási kapcsolatait, és a csoport felbontása, illetve a torzsavirágzatnak mint konvergenciának a felismerése fokozatos volt a növényrendszertan történetében.

## A torzsavirágzat jellegzetességei

A torzsavirágzatúak közös sajátossága – ahogy nevük is mutatja – a torzsavirágzat (spadix), amely tulajdonképpen egy elhúsosodott tengelyű füzérvirágzat. Ezt általában egy nagy virágzati buroklevél, az ún. szpáta (spatha) védi, mely aztán csökevényesedhet és el is tűnhet. A torzsavirágzatban a virágok csak ritkán kétivarúak, általában egylakiak. Sokszor feltűnik az a jelenség, hogy a porzós virágok a torzsa felső részén, a termős virágok pedig az alsó részen tömörülnek (pl. kókuszpálma, kontyvirágfélék, gyékényfélék). A torzsavirágzatúak legősibb rendjének a pálmavirágzatúakat tekintették, az egyik legősibb egyszikű csoport, első levélmaradványaik a földtörténeti középidő (mezozoikum) kréta korából valók. A pálmákon belül aztán számos virágzati módosulás jön létre, egészen a kétlakiságig jutunk (pl. datolyapálma – Phoenix sp.), azonban szabályos virágzatot is találunk, mint pl. a kókuszpálma virágzata. Ez egy összetett torzsa, ahol a főtengelyről vékonyabb oldaltengelyek erednek, és ezek alsó harmadában női virágok alakulnak – melyekből később a méretes kókuszdió fejlődik –, felül porzós virágok vannak, mindezt egy méretes szpáta védi.

## A torzsavirágzatúak helyzete néhány növényrendszerben

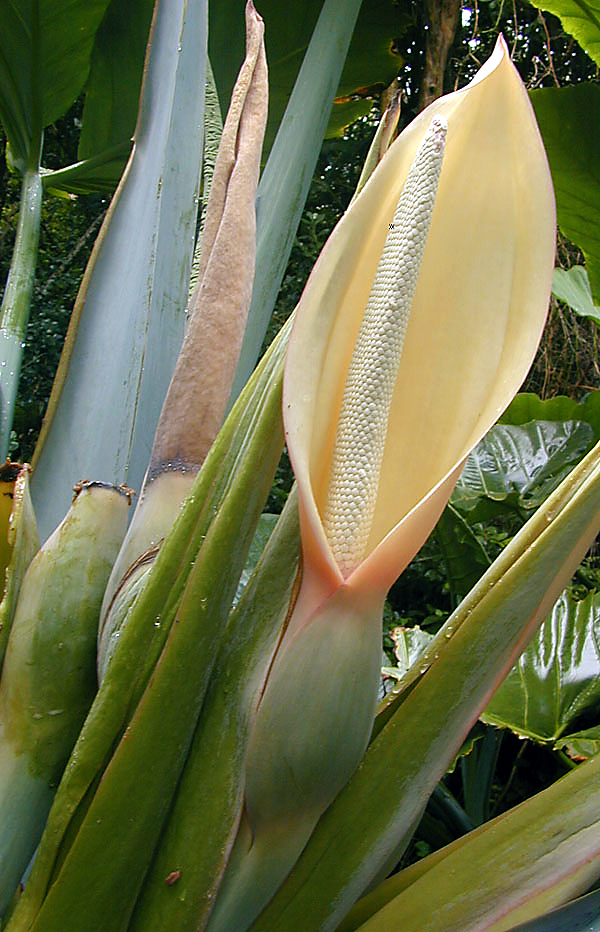
Xanthosoma roseum nevű kontyvirág torzsavirágzata a szpátával

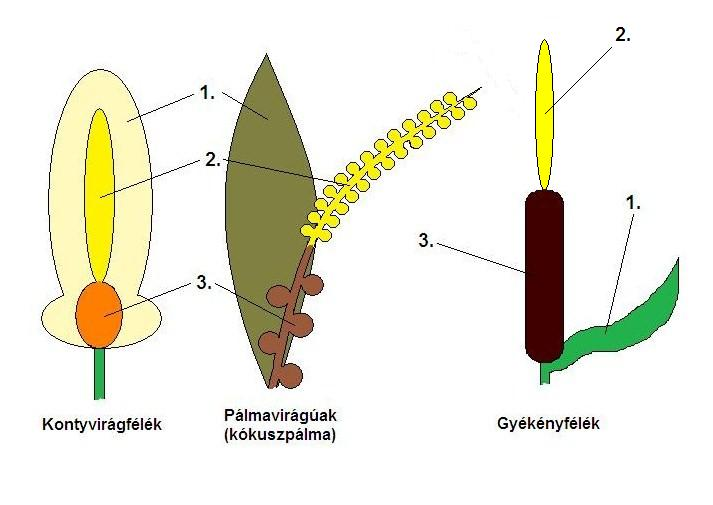
A torzsavirágzatúak három jellegzetes csoportjának (kontyvirágfélék, pálmák, gyékényfélék) virágzati szerkezete vázlatosan. A számok jelentése: 1. a torzsavirágzatot (spadix) védő virágzati buroklevél (spatha); 2. a porzós virágok tömörülési helye; 3. a termős virágok tömörülési helye. Jól látható, hogy mindhárom esetben a porzós virágok a virágzati tengely (torzsa) felsőbb részében, a termős virágok a tengely alsóbb részében tömörülnek. A kókuszpálma virágzata nem egyszerű torzsavirágzat – mint a képen – hanem összetett, vagyis egy főtengelyről több, a képen látható oldaltengely ered. A gyékényfélék szpátája csak egy ideig védi a virágzatot, idővel lepottyan.

### A Soó-rendszer
Soó Rezső rendszerében – mely először 1953-ban jelent meg a Fejlődéstörténeti növényrendszertan című egyetemi tankönyvben – a torzsavirágzatúak alatt tulajdonképpen két rendet ért: a pálmákat és a kontyvirágféléket: „IX. és X. rend. Spadiciflorae (Arales tágabb értelemben) = Arecales + Arales”. A torzsavirágzatúakat a csavarpálmákkal (Pandanales) hozza rokonságba (ahová a csavarpálmaféléket, a gyékényeket és a békabuzogányokat helyezi), ezért is kapja az ágazat a Spadiciflorae–Pandanales nevet.
Soó rendszerében igencsak érezni a filogenetikai bizonytalanságokat, hisz számos elméletet említ a torzsavirágzatúak–csavarpálmák származására.
- Bessey szerint a torzsavirágzatúak (pálmák–kontyvirágfélék) a hídőrvirágúakra (Alismatales) vezethetők vissza. Az elmélet annyiban figyelemre méltó, amennyiben az újabb, korszerű kladisztikus rendszerekben a kontyvirágfélék valóban a hídőrvirágúak egyik családjaként szerepelnek.
- Hutchinson a csoportot a liliomvirágúak rendjéből (Liliales) származtatja: a kontyvirágféléket az Aspidistrákra, míg a pálmákat a fatermetű liliomfélékre (Agavaceae; ma fatermetű spárgavirágúak – Asparagales) vezetik vissza.
- Busch és Grossheim a Polycarpicae csoportra vezeti vissza őket. A Polycarpicae a kétszikűek (Dicotyledonae) legősibbjeinek vélt csoportok (liliomfák – Magnoliales; boglárkavirágúak – Ranales, Rununcales; tündérrózsa-virágúak – Nymphaeales) összefoglaló neve volt, melyek közös sajátosságai a sok apokarp ginőceum, a sok tüsző- (mely a legősibb termésforma) vagy aszmagtermés, spirális virágszerkezet, a virágrészek határozatlan száma, fokozatos átmenet a fellevelekből a virágtakaró-levelekbe és porzókba. A Polycarpicaeből való származással ért egyet maga Soó Rezső is.
- Emberger már fejlettebb kétszikűekre vezeti vissza, a mákvirágúak (Piperales) leszármazottjainak tekinti a csoportot.

### A Hortobágyi-rendszer

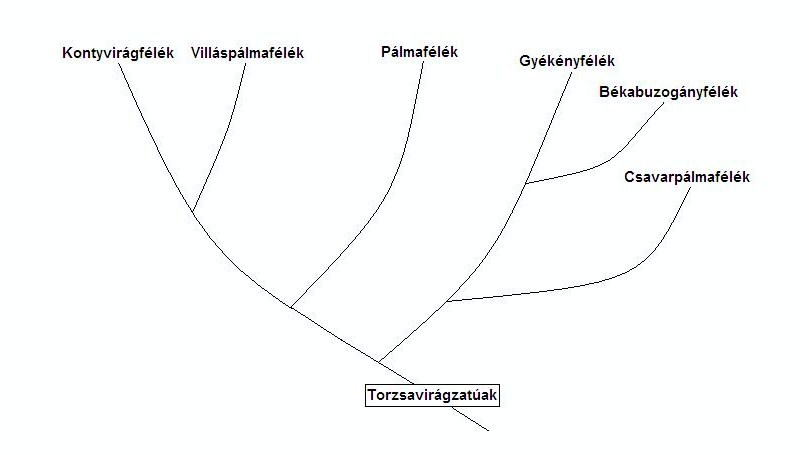
A torzsavirágzatúak törzsfája a Soó- és Hortobágyi-rendszer tükrében, mely mai ismereteink szerint erőteljesen mesterséges, így hibás.

A Hortobágyi-rendszerben a torzsavirágzatúak az egyszikűek rendszerének egyik alosztálya Arecidae néven. A csoporton leszármaztatása és a csoporton belüli rokonsági kapcsolatok megítélése alapvetően megegyezik a Soó-féle rendszerrel: a torzsavirágzatúakat az ősi kétszikűekre vezeti vissza, míg a csoporton belül két fő fejlődési irányvonalat különít el: a pálmák–kontyvirágfélék és a csavarpálmák ágát.
Mind a Soó-, mind a Hortobágyi-rendszer a torzsavirágzatúak közé helyezi a villáspálmafélék családját (Cyclanthaceae), melyet mintegy átmenetnek tart a pálmák és a kontyvirágfélék között, főképp a levelek szerkezete, a virágzat fejlődése és a termet csökkenése miatt.

### A Borhidi-rendszer
A magyar növényrendszertani szakirodalomban a torzsavirágzatúak csoportját elsőként Borhidi Attila A zárvatermők fejlődéstörténeti rendszertana című egyetemi tankönyv bomlasztja fel. Ugyan az egyes csoportok új elhelyezése nem minden szempontból felel meg a kladisztikus alapú klasszifikációnak, azonban nagy előrelépés, hogy felismerik a torzsavirágzat és a virágzati buroklevél konvergens jellegét.
A Borhidi-rendszerben a pálmák Arecidae, a kontyvirágzatúak pedig Aridae néven két teljesen különálló alosztályt alkot. A gyékényvirágzatúak (Typhales) a Zingiberidae alosztályban (gyömbér- vagy banánvirágúak) kerültek, míg a villáspálma- (Cyclanthales) és csavarpálma-alakúak (Pandanales) egy főrendben (Pandananae) szerepelnek, mely a pálmák alosztályába került.

### Korszerű kladisztikus rendszerek
A legkorszerűbb, legújabb, kladisztikus rendszerek sem támogatják a torzsavirágzatúak rendszertani egységének fenntartását. A korábban egybesorolt csoportok a következő helyre kerültek:
- a pálmavirágúak az egyszikűek különálló rendjét alkotja, ahová azonban nem lehet besorolni a villáspálmákat és csavarpálmákat;
- a kontyvirágfélék a hídőrvirágúak rendjének egyik családját alkotják, azonban nem tartozik a családba a kálmos nemzetség (Acorus), hanem az egyszikűek alapi helyzetű csoportja kálmosvirágúak (Acorales) néven;
- a villáspálmafélék és a csavarpálmafélék egymás rokonai, melyeket Pandanales rendben össze is foglalhatunk; azonban nincsenek közelebbi rokonságban sem a pálmákkal, sem a gyékényekkel, hanem az jamszgyökérvirágúakkal (Dioscoreales rend);
- a gyékényfélék és a békabuzogányfélék egymás testvércsoportjai, közös rendszertani kategóriában összefoghatók; legközelebbi rokonaik a broméliafélék (Bromeliaceae) és a sásfélék (Juncaceae), így a perjevirágúak rendjébe (Poales) sorolhatók. A gyékény buzogányvirágzatának semmi köze a torzsavirágzathoz.